# Program Człowiek i biosfera

Logo MAB

Program „Człowiek i biosfera” (ang. Man and the Biosphere, skr. MAB) – zainicjowany w 1971 r. przez UNESCO, międzynarodowy program, którego celem jest tworzenie i propagowanie prawidłowych relacji pomiędzy ludźmi a biosferą. 
Zadaniem programu jest osiągnięcie trwałej równowagi pomiędzy często sprzecznymi celami jak zachowanie różnorodności biologicznej, wspieranie rozwoju zasobów ludzkich, utrzymanie wartości kulturowych.
Narzędziem w realizacji statutowych zadań jest tworzona w ramach programu międzynarodowa Sieć Rezerwatów Biosfery. Rezerwaty biosfery są to miejsca, gdzie cele programu „Człowiek i biosfera” zostały osiągnięte i służą do zaznaczania w świadomości społecznej roli powiązań pomiędzy różnorodnością ekologiczną i społeczno-kulturową.
Program "Człowiek i biosfera" skupia się na badaniu relacji pomiędzy człowiekiem a naturą i jest odpowiedzią UNESCO oraz ONZ na problemy poruszane w trakcie światowych dialogów poświęconych ochronie środowiska, takich jak Konferencja Narodów Zjednoczonych na temat Środowiska i Rozwoju (Szczyt Ziemi z 1992 roku), a w szczególności jest realizacją celów nakreślonych w Konwencji o różnorodności biologicznej.
W pierwszych latach istnienia programu „Człowiek i biosfera”, główny nacisk kładziono na potrzebę istnienia chronionych obszarów dzikiej, niezniszczonej przyrody. Miały to być tereny wyznaczone na obszarach państw członkowskich i udostępnione do badań naukowych, które obejmowały swymi granicami ekosystemy reprezentatywne dla głównych biomów świata lub ważne z różnych powodów dla danego kraju. Skupiano się przede wszystkim na samej ochronie środowiska. 
Z biegiem lat koncepcja istnienia rezerwatów biosfery zmieniała się. W 1995 roku w Sewilli na konferencji MAB wyznaczono nową strategię ich tworzenia. Według niej rezerwaty biosfery nie miały być wyizolowanymi strefami, do których dostęp obwarowany jest licznymi chroniącymi je przepisami, lecz miejscami gdzie człowiek żyje w zgodzie z przyrodą, gdzie rozwój gospodarczy i społeczno-kulturowy prowadzony jest w równowadze z zachowaniem różnorodności biologicznej. Rezerwaty biosfery miały być nie tylko samymi obszarami chronionymi. Ich centralna i zasadnicza część, pozostająca pod ścisłą ochroną (strefa centralna), miała zostać otoczona obszarami o coraz mniej restrykcyjnym charakterze (strefa buforowa i tranzytowa), które byłyby przyjazne wobec ekonomicznego rozwoju regionu.
Program MAB zarządzany jest przez Międzynarodową Radę Koordynującą UNESCO do spraw „Człowiek i biosfera” składającą się z przedstawicieli państw członkowskich wybranych przez Konferencję Generalną UNESCO. 
W Polsce instytucją odpowiedzialną za współpracę z programem MAB jest Polski Komitet Narodowy UNESCO-MAB, działający przy Polskiej Akademii Nauk.

## Regionalne sieci MAB
W ramach programu MAB powstały sieci regionalnych i subregionalnych biur, które odgrywają istotną rolę w realizacji codziennych zadań. Dzięki ich inicjatywom powstają m.in. transgraniczne rezerwaty biosfery obejmujące swym zasięgiem obszary sąsiadujących ze sobą państw.
Nie wszystkie państwa, które przystąpiły do programu MAB są członkami regionalnych sieci. Niektóre państwa są uczestnikami więcej niż jednej sieci.
- Afryka
  - AfriMAB – utworzona w 1996 r. Państwa członkowskie: Algieria, Benin, Burkina Faso, Demokratyczna Republika Konga, Egipt, Gabon, Ghana, Gwinea, Gwinea Bissau, Kamerun, Kenia, Kongo, Madagaskar, Malawi, Mali, Maroko, Mauritius, Niger, Nigeria, Południowa Afryka, Republika Środkowoafrykańska, Rwanda, Senegal, Sudan, Tanzania, Tunezja, Uganda, Wybrzeże Kości Słoniowej.
- Państwa Arabskie
  - ArabMAB – sieć oficjalnie zainicjowana w 1997 r. Państwa członkowskie: Algieria, Egipt, Jemen, Jordania, Katar, Liban, Maroko, Sudan, Syria, Tunezja, Zjednoczone Emiraty Arabskie.
- Europa i Ameryka Północna
  - EuroMAB – najstarsza i największa z sieci regionalnych MAB. Powołana w 1986 r. Państwa członkowskie: Austria, Białoruś, Bułgaria, Chorwacja, Czarnogóra, Czechy, Dania, Estonia, Finlandia, Francja, Grecja, Hiszpania, Holandia, Irlandia, Izrael, Kanada, Łotwa, Niemcy, Polska, Portugalia, Rosja, Rumunia, Serbia, Słowacja, Słowenia, Stany Zjednoczone, Szwecja, Szwajcaria, Turcja, Ukraina, Węgry, Wielka Brytania, Włochy.
- Azja i Oceania:
  - EABRN (ang. East Asian Biosphere Reserve Network) – powstała w roku 1994. Państwa członkowskie: Chiny, Japonia, Korea Południowa, Korea Północna, Mongolia, Rosja.
  - PacMAB (ang. Pacific Man and the Biosphere Network) – powstała w roku 2006. Państwa członkowskie: Kiribati, Mikronezja, Palau, Samoa.
  - SACAM (ang. South and Central Asia MAB Network) – powstała w roku 2002. Państwa członkowskie: Bangladesz, Bhutan, Indie, Iran, Mongolia, Nepal, Pakistan, Sri Lanka.
  - SeaBRnet  (ang. Southeast Asian Biosphere Reserve Network) – powstała w roku 1998. Zainicjowana przez Birmę, Chiny, Filipiny, Indonezję, Japonię, Kambodżę, Laos, Malezję, Tajlandię i Wietnam, ale w pracach sieci biorą także państwa: Australia, Korea Południowa a także Indie i Sri Lanka.

- Ameryka Łacińska i Wyspy Karaibskie
  - IberoMAB – Państwa członkowskie: Argentyna, Boliwia, Brazylia, Chile, Dominikana, Ekwador, Gwatemala, Honduras, Kolumbia, Kostaryka, Kuba, Meksyk, Nikaragua, Panama, Paragwaj, Peru, Salwador, Urugwaj, Wenezuela.

- Sieć interregionalna
  - REDBIOS (ang. East Atlantic Biosphere Reserve Network) – Wyspy Kanaryjskie (Hiszpania), Republika Zielonego Przylądka, Mauretania, Madera i Azory (Portugalia), Maroko, Senegal.